# 163 a. C.
El año 163 a. C. fue un año del calendario romano prejuliano. En el Imperio romano, fue conocido como el año 591 Ab Urbe condita.

## Acontecimientos
- Se interpreta por vez primera la obra Heauton Timorumenos ("El que se atormenta a sí mismo") del dramaturgo romano Terencio.[1]
- Hispania romana: Este año y el siguiente se producen campañas romanas contra los lusitanos.[2]

## Fallecimientos
- Muere Ariarates IV.